# 庫魯夫卡河
51°26′27″N 21°56′45″E / 51.4408°N 21.9458°E

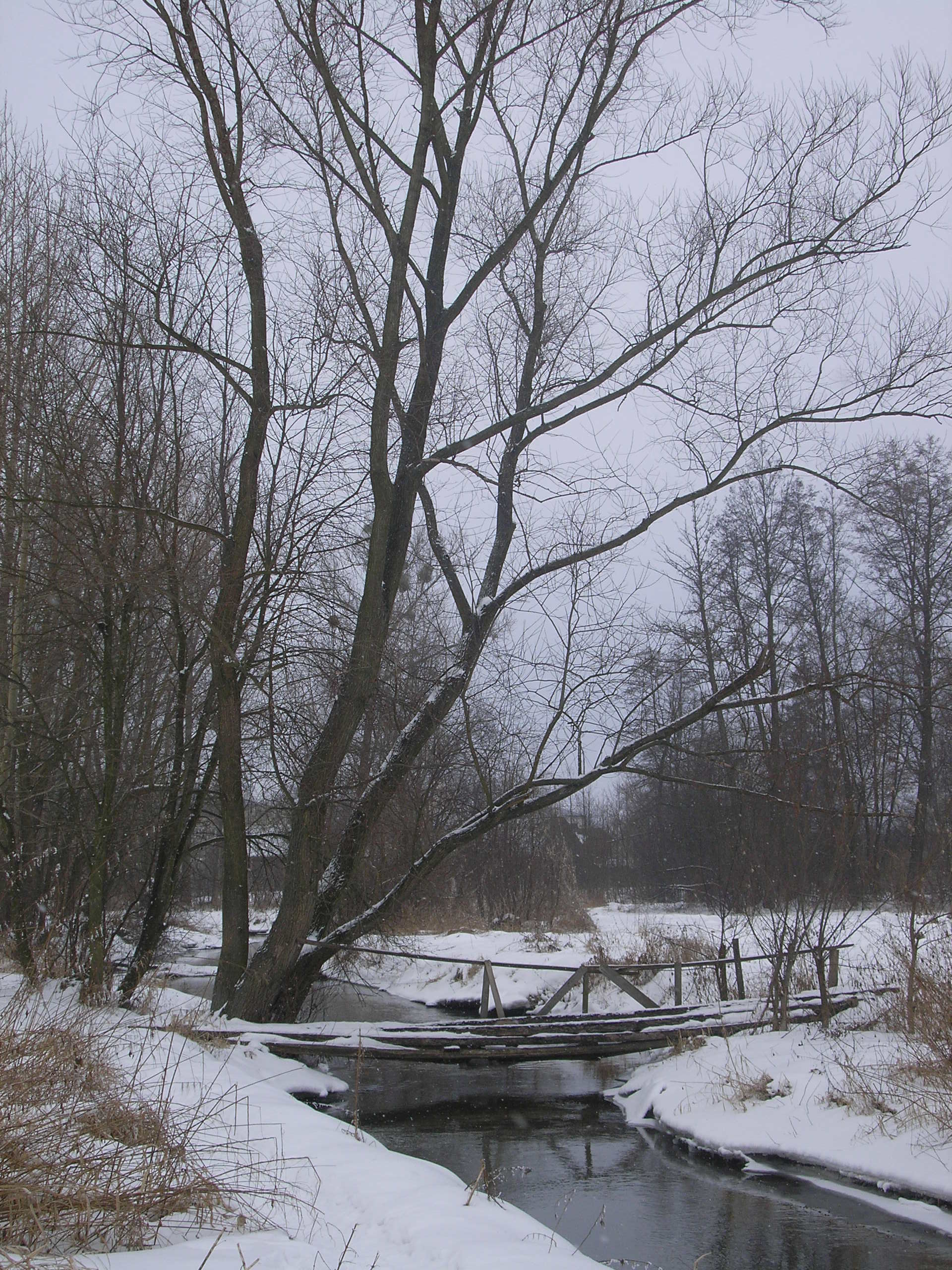

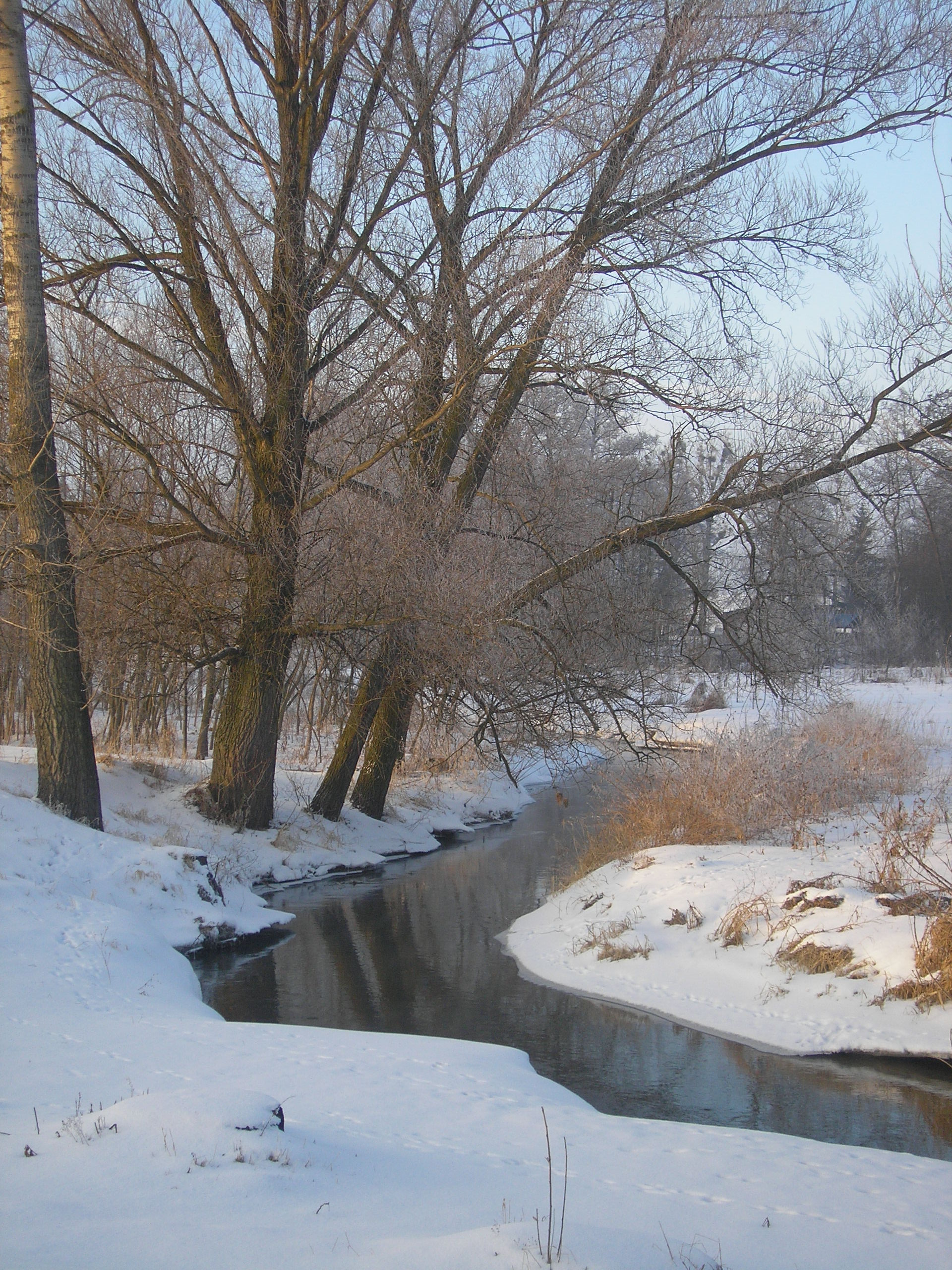

庫魯夫卡河是波蘭的河流，位於該國東部，處於盧布林省，屬於維斯瓦河的右支流，河道全長47公里，流域面積395平方公里，河畔城鎮有庫魯夫、孔斯科沃拉和普瓦維。